# Bailliage de Briey
Le bailliage de Briey est une ancienne entité administrative du duché puis de la province de Bar, qui a existé de 1751 jusqu'en 1789.

## Géographie
Était traversé par l'Orne et le Longeau. 

Était délimité au nord par le bailliage de Villers-la-Montagne, à l'ouest par le bailliage d'Étain, ainsi qu'à l'est et au sud par le pays messin (dont le bailliage de Metz).

## Histoire
Avant l'édit de juin 1751, Briey était une prévoté-royale, sous le bailliage de Saint-Mihiel.
Ce territoire était régi par la coutume de Saint-Mihiel. Excepté Bronvaux, qui était régi par celle de Lorraine.

Trois diocèses étaient présents dans ce bailliage : Metz, Verdun et Trèves.
Du point de vue économique, on y cultivait des grains et des vignes.

## Composition
Communautés qui étaient dans ce bailliage en 1779 :

### Rattaché au diocèse de Metz
- Briey et ses dépendances
- St. Ail
- Amenéville ou Menéville et le moulin qui en dépend
- Anoux-la-grange ou Aunoux[2]
- Auboué avec la cense-fief et l'église paroissiale de Coinville
- Avril
- Battilly
- La basse-cour du château de Batilly
- Beaumont-sur-Orne
- Bettainvillers
- Beuvange
- Bronvaux
- Bruville et Caure ou Corre
- Clouange
- Doncourt-en-Jarnisy, Urcourt, la cense de Butricourt, les moulins Brulliot et Rogeval
- Droitaumont
- Febvre
- Génaville avec les censes de Mussotte et Menaumont
- Giraumont et la cense de Fleury
- Habonville
- Hatrise et la cense Daumont
- Homécourt
- Houaville
- Jarny, le château de Moncel-en-Jarnisy et la cense de Moulinet
- Jœuf
- L'abbaye de Justemont, la cense de Tremécourt et le moulin de Jailly
- Labry
- Lantefontaine
- Lomerange et le moulin de Pirotin
- Lubey
- Malancourt
- Manse & Malmaison
- Ste. Marie-aux-Chênes
- Moineville
- Montier & Roche
- Montoy
- Morlange (Mairie de), composée de Morlange, Remelange-la-haute, Remelange-la-basse, Edange et Fameck (mi-parti avec les évêchés)
- Moyeuvre-la-grande, les forges de Moyeuvre et la cense de Froid
- Moyeuvre-la-petite et la cense de Roza
- Neufchef et la cense d'Homesviller
- La Neuveville-lès-Briey
- Norroy-le-veneur
- Ozerailles
- Penil & Méraumont
- St. Pierremont-en-Voivre et la cense de Filliere-la-grange
- Pierrevillers
- Plénois
- St. Privat-la-Montagne
- Ranguevaux et la cense de Longe-côte
- Rombas & Villers
- Roncourt-en-Voivre
- Rosselange
- Saulny
- Serry
- Silvange
- Tichémont
- Trieux et la Grange-au-Sart
- Valleroy et la cense de Bel-Air
- Ville-au-Pré, Château-la-Grange et les deux censes qui en dépendent
- Ville-sur-Iron et la Greyere
- Vitry-sur-Orne

### Rattaché au diocèse de Trèves
- Anderny
- Anoux
- Beuvillers
- Bonvillers-en-Voivre
- Boulange
- Havange
- Landre et Mont-en-Voivre
- Mairy
- Malaviller
- Mancieulle ou Manzieulle
- St. Menge ci-devant Bassompierre
- Murville
- Preutin
- Serouville et la cense de Passigny
- Sancy et la cense-fief de Bassonville
- Tucquenieux, le château de Brabant et la cense de Morbeau

### Rattaché au diocèse de Verdun
- Aix-sur-Ottain ou Aische
- Conflans-en-Jarnisy et ses dépendances
- Himonville ou Imonville
- Mainville
- Porcher

## Source
- M. Durival, Description de la Lorraine et du Barrois, tome second, Nancy, 1779.